# Pedro Rodríguez de la Vega

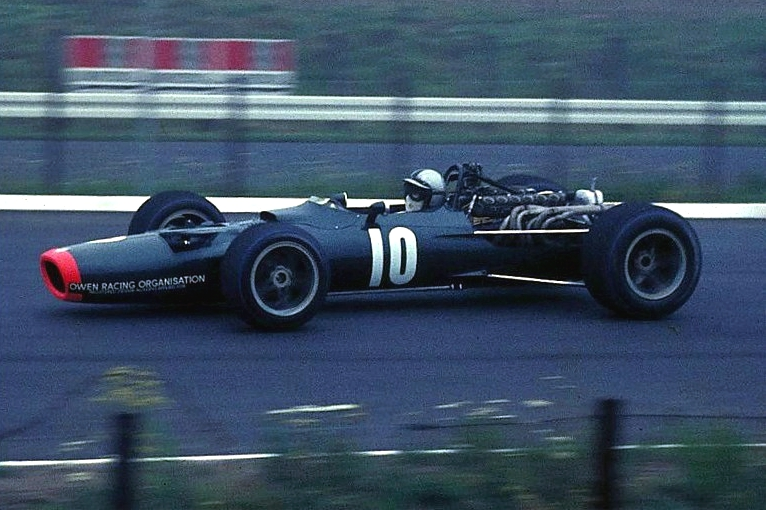
Pedro Rodríguez conduint un BRM l'any 1968.

Pedro Rodríguez de la Vega va ser un pilot de curses automobilístiques mexicà que va arribar a disputar curses de Fórmula 1.
Va néixer el 18 de gener del 1940 a Ciutat de Mèxic, Mèxic i va morir en un accident disputant una cursa prop de Nuremberg, Alemanya l'11 de juliol del 1971. Pedro era el germà gran del també pilot Ricardo Rodríguez de la Vega.

## A la F1
Pedro Rodríguez va debutar a la vuitena cursa de la temporada 1963 (la catorzena temporada de la història) del campionat del món de la Fórmula 1, disputant el 6 d'octubre del 1963 el GP dels Estats Units al circuit de Watkins Glen.
Va participar en un total de cinquanta-quatre proves puntuables pel campionat de la F1, disputades en nou temporades consecutives (1963-1971) aconseguint dues victòries (i set podis) com a millor classificació i assolí un total de 71 punts pel campionat del món de pilots.

## Resultats a la Fórmula 1
| Any  | Equip            | Xassís  | Motor    | 1       | 2       | 3       | 4     | 5       | 6       | 7       | 8       | 9       | 10      | 11      | 12    | 13    | Posició | Punts |
| ---- | ---------------- | ------- | -------- | ------- | ------- | ------- | ----- | ------- | ------- | ------- | ------- | ------- | ------- | ------- | ----- | ----- | ------- | ----- |
| 1963 | Lotus            | Lotus   | Climax   | MON     | BEL     | HOL     | FRA   | GBR     | ALE     | ITA     | USA Ret | MEX Ret | SUD     |         |       |       | -       | 0     |
| 1964 | Scuderia Ferrari | Ferrari | Ferrari  | MON     | HOL     | BEL     | FRA   | GBR     | ALE     | AUT     | ITA     | USA     | MEX 6   |         |       |       | 22è     | 1     |
| 1965 | Scuderia Ferrari | Ferrari | Ferrari  | SUD     | MON     | BEL     | FRA   | GBR     | HOL     | ALE     | ITA     | USA 5   | MEX 7   |         |       |       | 14è     | 2     |
| 1966 | Lotus            | Lotus   | Climax   | MON     | BEL     | FRA Ret | GBR   | HOL     | ALE     | ITA     | USA Ret | MEX Ret |         |         |       |       | –       | 0     |
| 1967 | Pedro Rodríguez  | Cooper  | Maserati | SUD 1   | MON 5   | HOL Ret | BEL 9 | FRA 6   | GBR 5   | ALE 8   | CAN     | ITA     | USA     | MEX 6   |       |       | 6è      | 15    |
| 1968 | Pedro Rodríguez  | BRM     | BRM      | SUD Ret | ESP Ret | MON Ret | BEL 2 | HOL 3   | FRA NC  | GBR Ret | ALE 6   | ITA Ret | CAN 3   | USA Ret | MEX 4 |       | 6è      | 18    |
| 1969 | Pedro Rodríguez  | BRM     | BRM      | SUD Ret | ESP Ret | MON Ret | HOL   | FRA     |         |         |         |         |         |         |       |       | 14è     | 3     |
| 1969 | Pedro Rodríguez  | Ferrari | Ferrari  |         |         |         |       |         | GBR Ret | ALE     | ITA 6   | CAN Ret | USA 5   | MEX 7   |       |       | 14è     | 3     |
| 1970 | BRM              | BRM     | BRM      | SUD 9   | ESP Ret | MON 6   | BEL 1 | HOL 10  | FRA Ret | GBR Ret | ALE Ret | AUT 4   | ITA Ret | CAN 4   | USA 2 | MEX 6 | 7è      | 23    |
| 1971 | BRM              | BRM     | BRM      | SUD Ret | ESP 4   | MON 9   | HOL 2 | FRA Ret | GBR     | ALE     | AUT     | ITA     | CAN     | USA     |       |       | 10è     | 9     |

### Resum
| Curses: | Victòries: | Pòdiums: | Poles: | Voltes ràpides: | Punts: |
| ------- | ---------- | -------- | ------ | --------------- | ------ |
| 54      | 2          | 7        | 0      | 1               | 71     |